# Ceiba speciosa
Ceiba speciosa även silkeschorisia är en malvaväxtart som först beskrevs av A. St.-hil., A. Juss. och Cambess., och fick sitt nu gällande namn av P. Ravenna. Ceiba speciosa ingår i släktet Ceiba och familjen malvaväxter. Inga underarter finns listade i Catalogue of Life.

## Bildgalleri

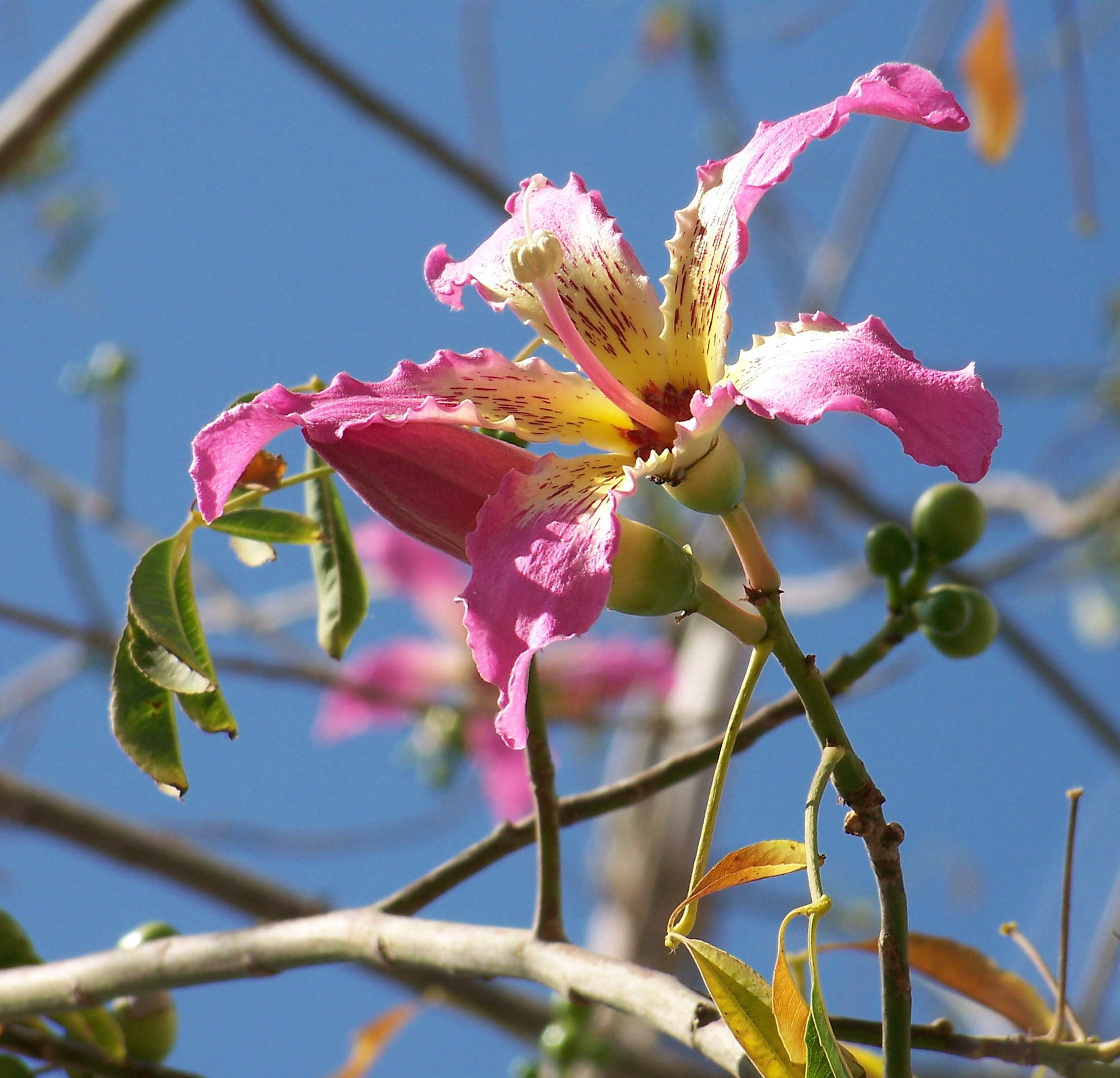
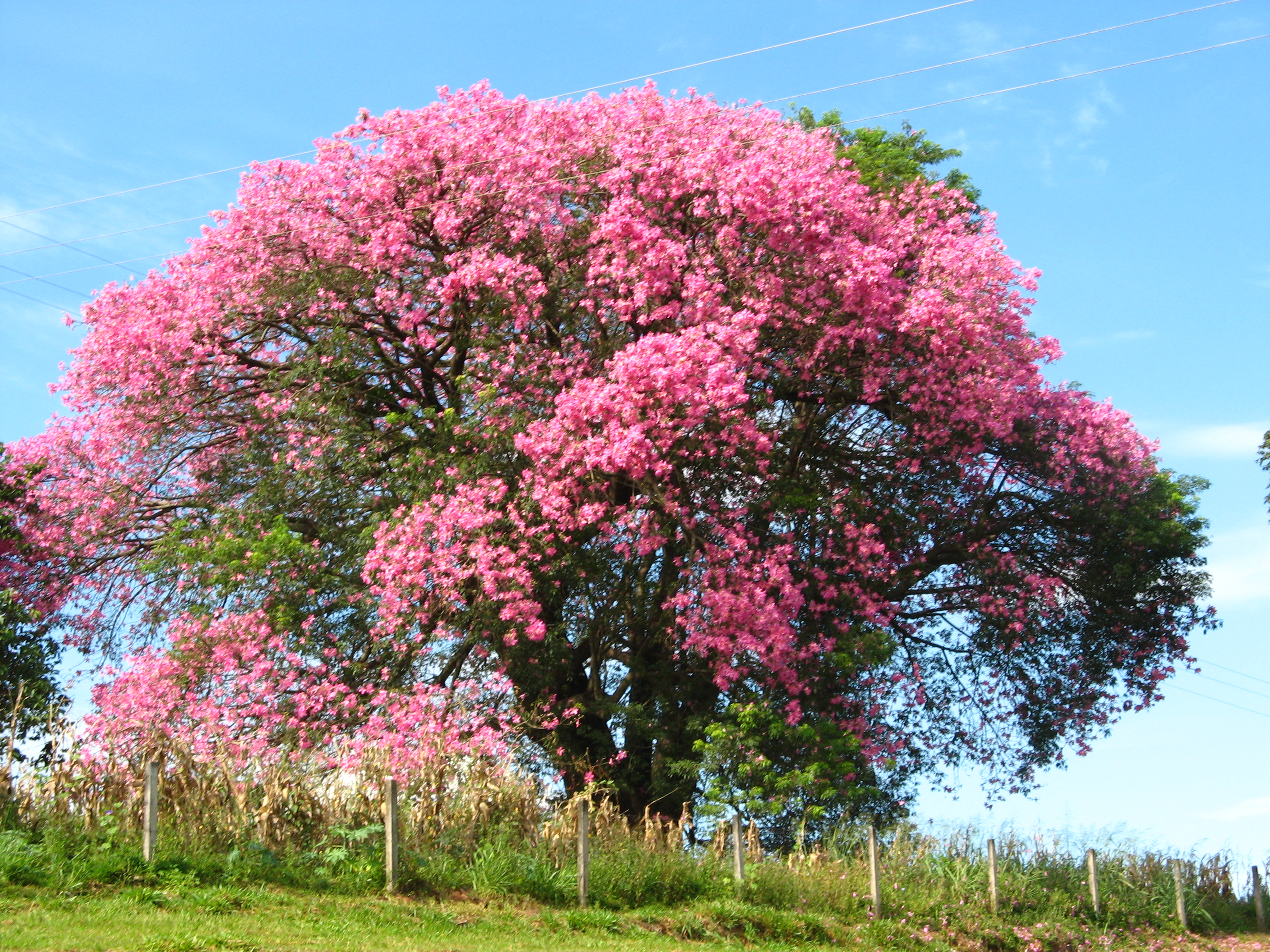
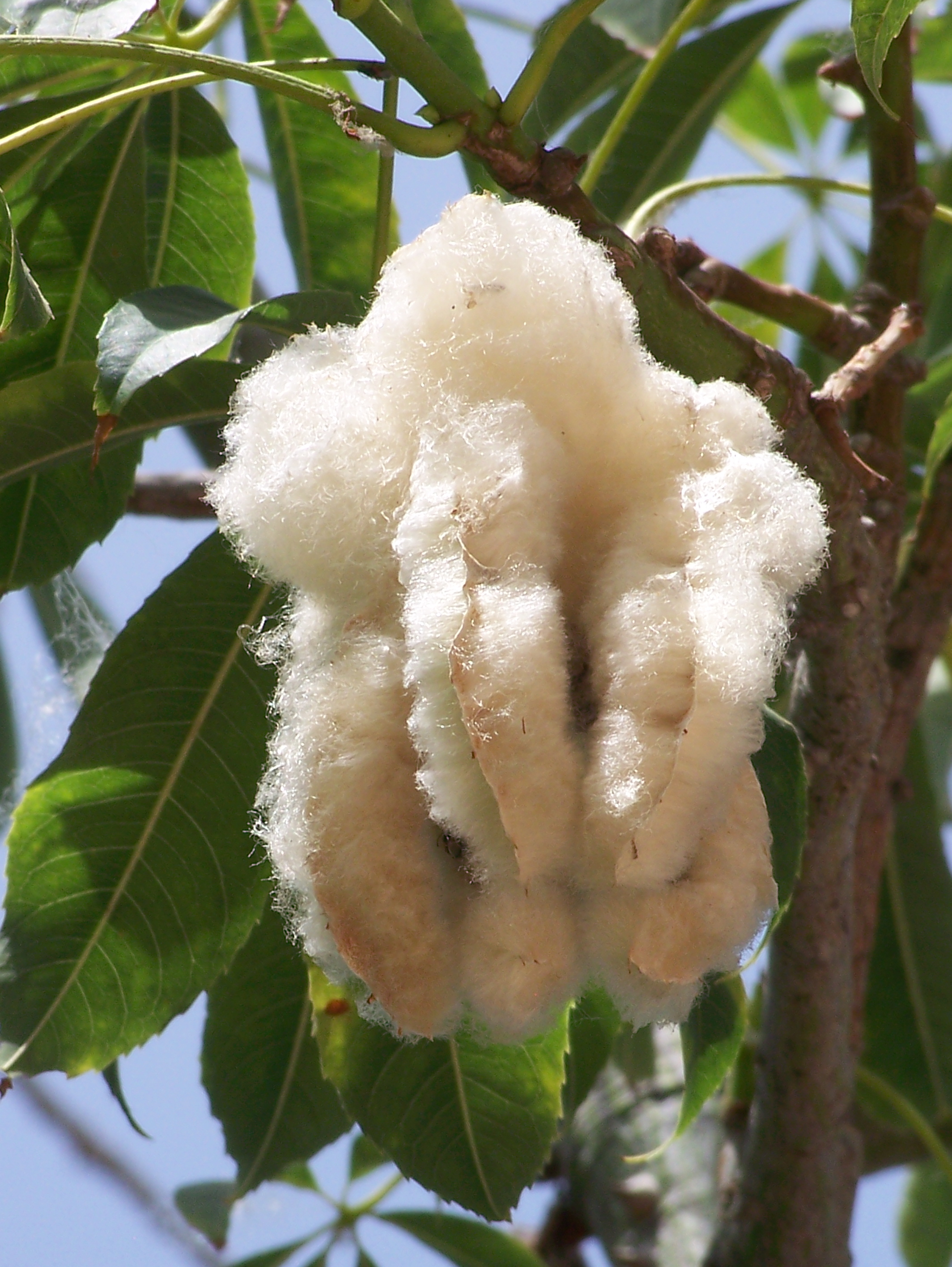
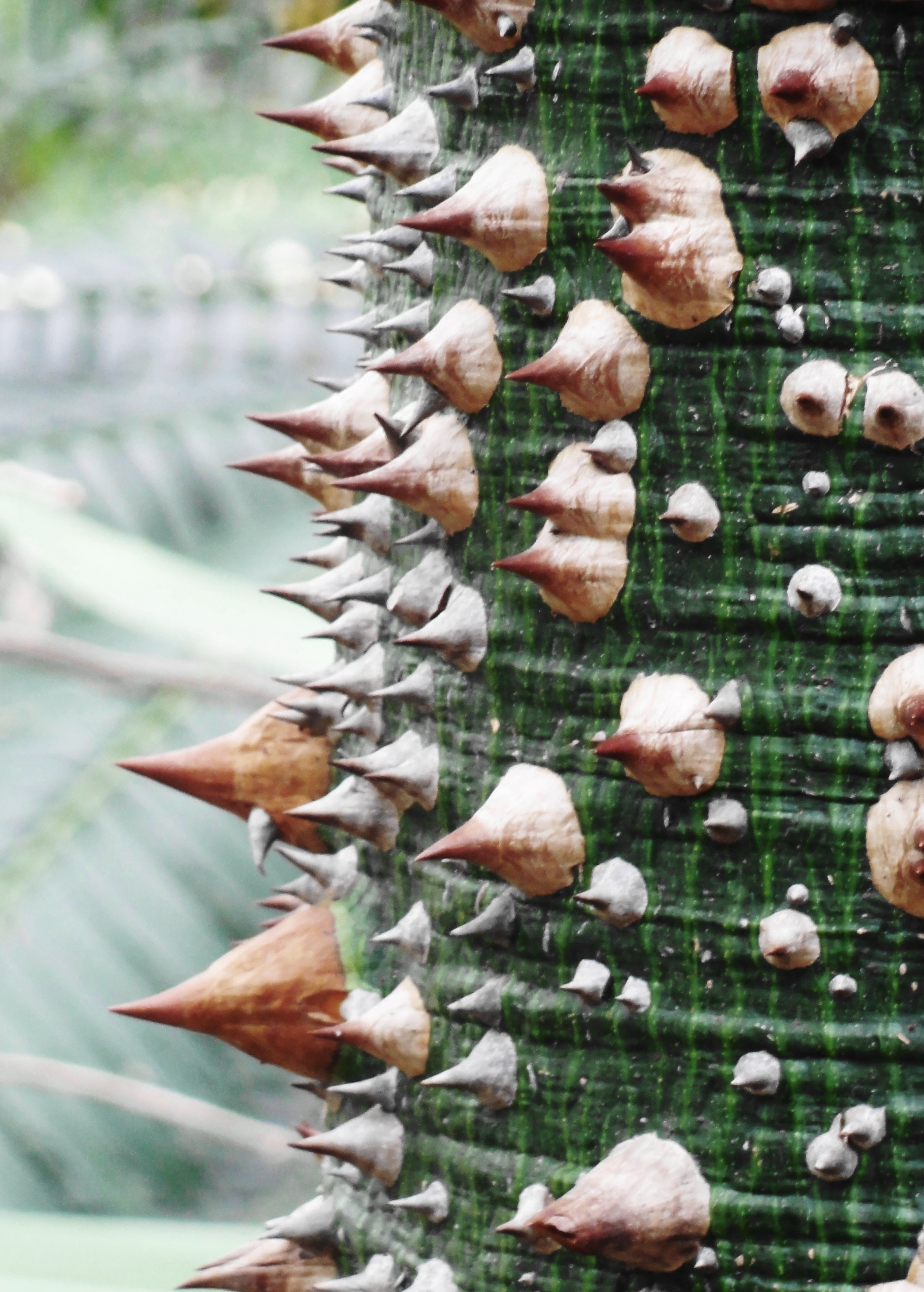
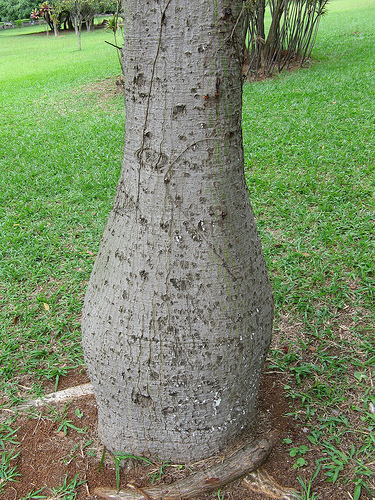
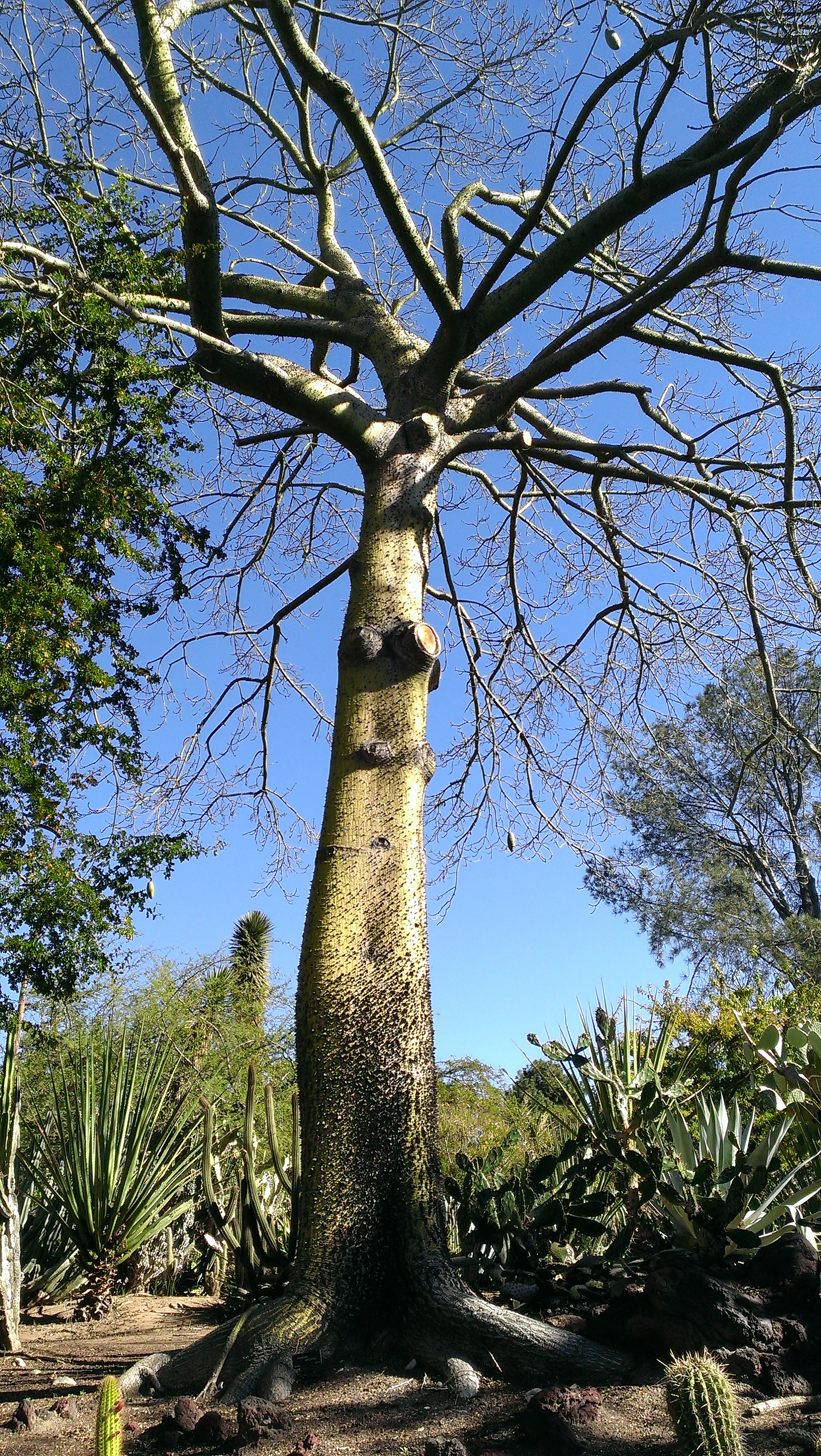